# Präsident von Uganda

Standarte des Präsidenten von Uganda

Der Präsident von Uganda ist das Staatsoberhaupt Ugandas. Das Amt entstand als eher repräsentatives Amt neben dem Premierminister. Erst seit Milton Obote im April 1966 die Verfassung außer Kraft setzte und die Ämter des Präsidenten und des Premierministers auf sich vereinigte, wurde das Präsidentenamt zum bedeutendsten Amt des ugandischen Staats. 1995 wurde eine neue Verfassung vom ugandischen Staatsvolk verabschiedet. Nach dieser wird das Staatsoberhaupt für eine Amtszeit von fünf Jahren direkt vom Volk in freier, geheimer, allgemeiner und unmittelbarer Wahl gewählt. Alle bisherigen Wahlen konnte Yoweri Museveni für sich entscheiden.

## Präsidentschaftswahlen

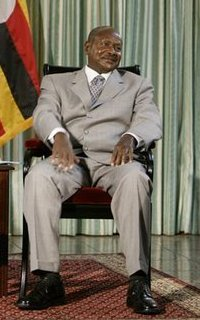
Yoweri Museveni, Präsident seit 1986 (Juli 2003)

### Erste Wahl am 9. Mai 1996
Die erste Wahl fand mit einer Wahlbeteiligung von 72,6 % am 9. Mai 1996 statt (Yoweri Museveni 75,5 %; Paul Kawanga Ssemogerere 22,3 %; Muhammad Kibirige Mayanja 2,2 %).

### Zweite Wahl am 12. März 2001
Die zweite Wahl fand entsprechend der Verfassung am 12. März 2001 mit einer Wahlbeteiligung von 70,3 % (Yoweri Museveni 69,33 %; Kizza Besigye 27,82 %; Aggrey Awori 1,41 %; Muhammad Kibirige Mayanja 1,00 %; Francis Bwengye 0,31 %; Karuhanga Chapaa 0,14 %) statt.

### Dritte Wahl am 23. Februar 2006
Die dritte Präsidentschaftswahl fand am 23. Februar 2006 statt. Nach einer Verfassungsänderung, die zum einen die bisherige Beschränkung des Präsidialamtes auf zwei Amtszeiten desselben Amtsbekleiders aufhob, zum anderen aber die Abkehr vom Movementsystem und damit zu einer ersten Parteienwahl seit 25 Jahren ermöglichte, wurde Yoweri Museveni (NRM-O) mit 59,28 % im Amt bestätigt. Die Stimmanteile die auf seine Herausforderer entfielen entschlüsseln sich wie folgt: Kizza Besigye (FDC) 37,36 %; John Ssebaana Kizito (DP) 1,58 %; Abed Bwanika (Kandidat ohne Parteizugehörigkeit) 0,95 % sowie Miria Obote (UPC) 0,82 %.

### Vierte Wahl am 18. Februar 2011
Die Präsidentschaftswahl 2011 fand am 18. Februar statt. Bei einer Wahlbeteiligung von 59,29 % wurde Yoweri Museveni (NRM-O) mit 68,38 % erneut im Amt bestätigt. Die Ergebnisse der Gegenkandidaten fielen wie folgt aus: Kizza Besigye (FDC) 26,01 %; Norbert Mao (DP) 1,86 %; Olara Otunnu (UPC) 1,58 %; Beti Kamya (Uganda Federal Alliance) 0,66 %; Abed Bwanika (People’s Development Party) 0,65 %; Jaberi Bidandi Ssali (People’s Progress Party) 0,44 % sowie Samuel Lubega (Kandidat ohne Parteizugehörigkeit) 0,41 %.

### Fünfte Wahl im Jahr 2016
Die Präsidentschaftswahl 2016 am 18. Februar 2016 bestätigte Museveni ein weiteres Mal im Amt, dieses Mal mit 60,75 %. Sein bedeutendster Gegenkandidat, Kizza Besigye (FDC), konnte sich auf 35,37 % steigern. Amama Mbabazi (Go Forward), ehemaliger Premierminister, erhielt 1,43 % der Stimmen, alle weiteren Kandidaten bekamen unter 1 % der Stimmen. Die Wahl wurde von Wahlbeobachtern wegen verschiedener Unregelmäßigkeiten kritisiert.

## Übersicht der Staatsoberhäupter

### Monarchie (1962–1963)
| Name          | Amtsbezeichnung | Amtsbeginn      | Amtsende        | Titel |
| ------------- | --------------- | --------------- | --------------- | --- |
| Elisabeth II. | Königin         | 9. Oktober 1962 | 9. Oktober 1963 | „By the Grace of God, Queen of Uganda and of Her other Realms and Territories, Head of the Commonwealth.“ |

#### Generalgouverneure
Der britische Monarch wurde in seiner Abwesenheit durch einen Generalgouverneur vertreten:
| Name                  | Amtsbezeichnung   | Amtsbeginn      | Amtsende        | Flagge des Generalgouverneurs von Uganda |
| --------------------- | ----------------- | --------------- | --------------- | ---------------------------------------- |
| Walter Fleming Coutts | Generalgouverneur | 9. Oktober 1962 | 9. Oktober 1963 | Flagge des Generalgouverneurs von Uganda |

### Republik (seit 1963)
| Name                                                                                                  | Amtsbeginn        | Amtsende          | Titel |
| --- | ----------------- | ----------------- | --- |
| Frederick Edward Mutesa II                                                                            | 9. Oktober 1963   | 2. März 1966      | Präsident |
| Milton Obote                                                                                          | 15. April 1966    | 25. Januar 1971   | Präsident |
| Idi Amin                                                                                              | 25. Januar 1971   | 13. April 1979    | „His Excellency, President for Life, Field Marshal Al Hadji Doctor Idi Amin Dada, VC, DSO, MC, Lord of All the Beasts of the Earth and Fishes of the Seas and Conqueror of the British Empire in Africa in General and Uganda in Particular.“ |
| Yusuf Kironde Lule                                                                                    | 13. April 1979    | 20. Juni 1979     | Präsident |
| Godfrey Lukongwa Binaisa                                                                              | 20. Juni 1979     | 11. Mai 1980      | Präsident |
| Paulo Muwanga                                                                                         | 12. Mai 1980      | 22. Mai 1980      | Vorsitzender der Militärkommission |
| Präsidialkommission (bestehend aus Saulo Musoke, Polycarp Nyamuchoncho und Yoweri Hunter Wacha-Olwol) | 22. Mai 1980      | 15. Dezember 1980 | Präsidialkommission |
| Milton Obote                                                                                          | 17. Dezember 1980 | 27. Juli 1985     | Präsident |
| Bazilio Olara Okello                                                                                  | 27. Juli 1985     | 29. Juli 1985     | Vorsitzender des Militärrats |
| Tito Okello                                                                                           | 29. Juli 1985     | 26. Januar 1986   | Vorsitzender des Militärrats |
| Yoweri Museveni                                                                                       | 26. Januar 1986   | amtierend         | Präsident |